# Перл-Рівер (Міссісіпі)
Перл-Рівер (англ. Pearl River) — переписна місцевість (CDP) в США, в окрузі Нешода штату Міссісіпі. Населення — 3822 особи (2020).

## Географія
Перл-Рівер розташований за координатами 32°47′20″ пн. ш. 89°14′11″ зх. д. / 32.78889° пн. ш. 89.23639° зх. д. (32.788844, -89.236335).  За даними Бюро перепису населення США в 2010 році переписна місцевість мала площу 80,45 км², з яких 80,36 км² — суходіл та 0,09 км² — водойми.

## Демографія
Згідно з переписом 2010 року, у переписній місцевості мешкала 3601 особа в 940 домогосподарствах у складі 757 родин. Густота населення становила 45 осіб/км².  Було 986 помешкань (12/км²).
Расовий склад населення:
| - 82,8 % — корінних американців - 12,7 % — білих - 1,8 % — чорних або афроамериканців - 0,1 % — вихідців з тихоокеанських островів |

До двох чи більше рас належало 2,5 %. Частка іспаномовних становила 1,8 % від усіх жителів.
За віковим діапазоном населення розподілялося таким чином: 36,8 % — особи молодші 18 років, 56,7 % — особи у віці 18—64 років, 6,5 % — особи у віці 65 років та старші. Медіана віку мешканця становила 25,1 року. На 100 осіб жіночої статі у переписній місцевості припадало 94,5 чоловіків;  на 100 жінок у віці від 18 років та старших — 91,0 чоловіків також старших 18 років.
Середній дохід на одне домашнє господарство  становив 49 531 долар США (медіана — 40 093), а середній дохід на одну сім'ю — 48 997 доларів (медіана — 38 058). Медіана доходів становила 29 343 долари для чоловіків та 26 676 доларів для жінок. За межею бідності перебувало 20,9 % осіб, у тому числі 24,5 % дітей у віці до 18 років та 24,6 % осіб у віці 65 років та старших.
Цивільне працевлаштоване населення становило 1686 осіб. Основні галузі зайнятості: мистецтво, розваги та відпочинок — 38,8 %, освіта, охорона здоров'я та соціальна допомога — 20,2 %, публічна адміністрація — 14,2 %.